# 奥托里库斯 (皮塔内)
奥托里库斯 (皮塔内)（英語：Autolycus of Pitane），约活动于公元前4世纪后期。天文学家。撰写了两部球面天文学著作——《运行的天体》以及《日升日落》，系现存最早的两部论述完整的希腊数学著作。

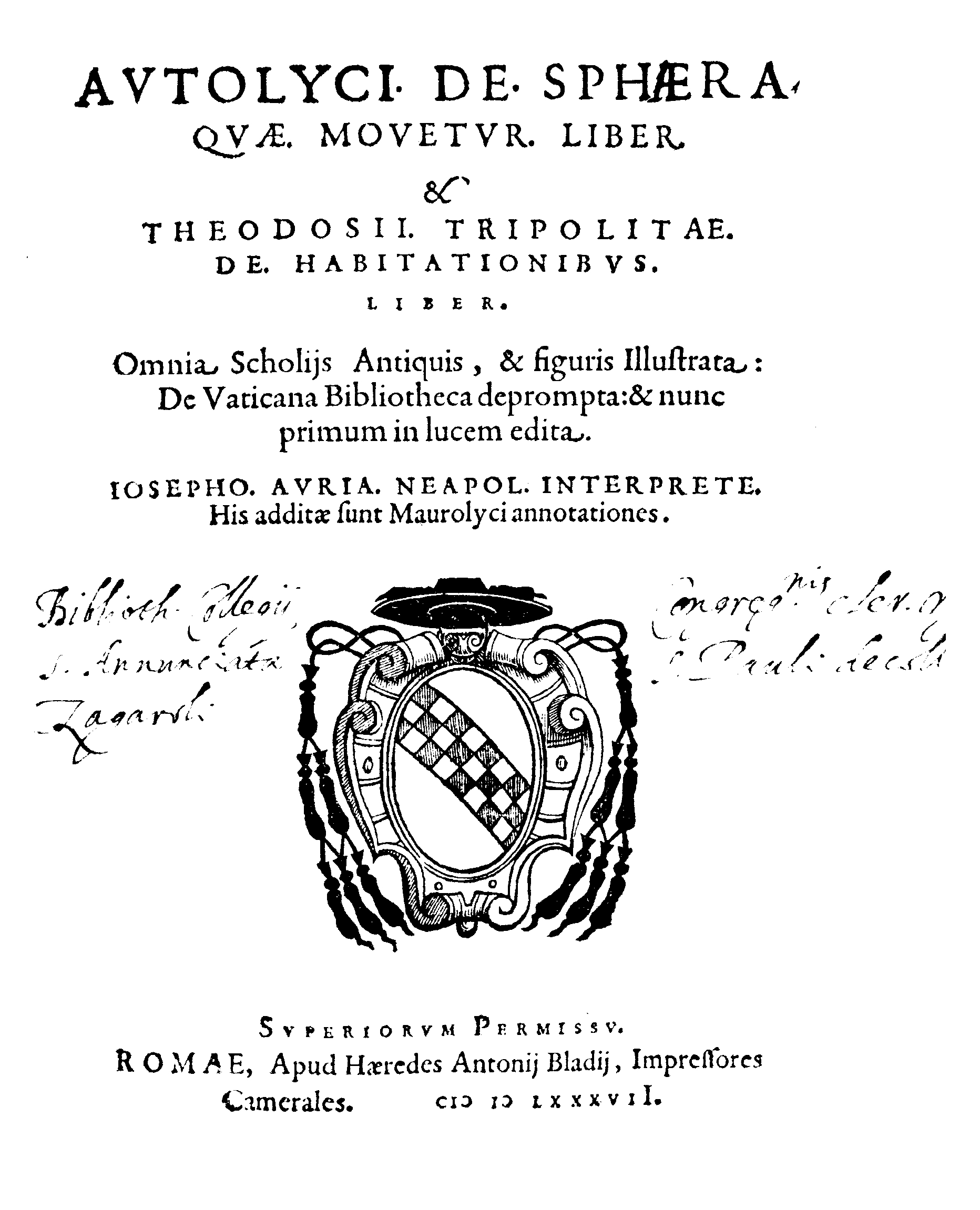
De sphaera quae movetur liber, 1587

## 扩展阅读
- Boyer, Carl B.  2nd. John Wiley & Sons, Inc. 1991. ISBN 0-471-54397-7.
- Huxley, G. L. .  1. New York: Charles Scribner's Sons: 338–39. 1970. ISBN 0-684-10114-9.
- 約翰·J·奧康納; 埃德蒙·F·羅伯遜, , , April 1999 （英语）